# Viliamu Fualau
Viliamu Fualau (ur. 28 czerwca 1988 w Vaitele) – samoański zapaśnik walczący w obu stylach. Siódmy na igrzyskach Wspólnoty Narodów w 2010. Brązowy medalista mistrzostw Wspólnoty Narodów w 2011, a także igrzysk Pacyfiku w 2007. Trzykrotny brązowy medalista mistrzostw Oceanii w latach 2009 - 2011 roku.